# Daryl Janmaat
Daryl Janmaat (Leidschendam, 22 luglio 1989) è un ex calciatore olandese, di ruolo difensore.

## Caratteristiche tecniche
Destro naturale, è un terzino con buone capacità tecniche e atletiche e una spiccata propensione alla fase offensiva di gioco. Cerca di frequente sovrapposizioni e scambi veloci col compagno di fascia per andare al cross, oppure il taglio in area di rigore per concludere verso la porta avversaria.

## Carriera

### Club
Cresciuto nelle giovanili del Feyenoord, nell'estate del 2007, a 18 anni appena compiuti, si trasferisce all'ADO Deen Haag, in seconda divisione, con cui il 5 ottobre seguente debutta nel calcio professionistico nella gara contro lo Zwolle. Nella partita successiva realizza anche la prima rete ai danni del TOP Oss. In campionato colleziona complessivamente 25 presenze e due reti.
Al termine della stagione passa all'Heerenveen, con cui esordisce in massima serie il 31 agosto 2008 contro il Volendam. In questa stagione, compromessa da un infortunio, esordisce anche nelle coppe europee, giocando la gara di Coppa UEFA del 17 dicembre 2008 contro il Portsmouth, e vince il primo trofeo in carriera, la KNVB beker, sebbene non venga mai utilizzato nel corso della manifestazione a causa dei citati problemi fisici. Nelle tre stagioni seguenti colleziona 74 presenze in campionato, impreziosite da 5 reti, 8 presenze e 2 reti nella coppa nazionale e 4 presenze (con una rete) nell'Europa League 2009-2010.
Nell'estate del 2012 si svincola per fine contratto e ritorna al Feyenoord, firmando un contratto triennale. Nella prima stagione disputa 33 partite in campionato e gioca il preliminare di Champions League contro la Dinamo Kiev.
Il 17 luglio 2014 viene acquistato per 6 milioni di euro dal Newcastle, con cui firma un contratto di sei anni.
Il 24 agosto 2016 dopo la retrocessione in Championship con il Newcastle, passa al Watford per 9 milioni di euro, con cui firma un contratto quadriennale. In quattro stagioni mette insieme 85 presenze e 6 gol tra Premier, FA Cup e Coppa di Lega.
Rimasto svincolato, il 29 dicembre 2020, dopo essersi allenato con la squadra per un mese e mezzo, firma un contratto fino al 2023 con l’ADO Den Haag facendo così ritorno al club che lo aveva lanciato.

### Nazionale
Milita nelle selezioni olandesi Under-20 e Under-21, collezionando rispettivamente 5 e 11 presenze.
Debutta in nazionale maggiore il 7 settembre 2012, sotto la guida tecnica di Louis van Gaal, partendo da titolare nella gara contro la Turchia, valida per le qualificazioni al Mondiale 2014. Entrato stabilmente nel giro dei convocati, nelle gare di qualificazione colleziona otto presenze, tutte dal primo minuto.
Il 31 maggio 2014 viene inserito nella lista dei 23 convocati per il Mondiale in Brasile.

## Statistiche

### Presenze e reti nei club
Statistiche aggiornate al 13 maggio 2021.
| Stagione            | Squadra             | Campionato          | Campionato | Campionato | Coppe nazionali | Coppe nazionali | Coppe nazionali | Coppe continentali | Coppe continentali | Coppe continentali | Altre coppe | Altre coppe | Altre coppe | Totale | Totale |
| Stagione            | Squadra             | Comp                | Pres       | Reti       | Camp            | Pres            | Reti            | Camp               | Pres               | Reti               | Comp        | Pres        | Reti        | Pres   | Reti   |
| ------------------- | ------------------- | ------------------- | ---------- | ---------- | --------------- | --------------- | --------------- | ------------------ | ------------------ | ------------------ | ----------- | ----------- | ----------- | ------ | ------ |
| 2007-2008           | ADO Den Haag        | 1D                  | 25+2       | 2          | CO              | 0               | 0               | -                  | -                  | -                  | -           | -           | -           | 25     | 2      |
| 2008-2009           | Heerenveen          | ED                  | 10         | 0          | CO              | 1               | 0               | CU                 | 1                  | 0                  | -           | -           | -           | 12     | 0      |
| 2009-2010           | Heerenveen          | ED                  | 28         | 0          | CO              | 3               | 1               | UEL                | 4                  | 1                  | SO          | 1           | 0           | 35     | 2      |
| 2010-2011           | Heerenveen          | ED                  | 24         | 3          | CO              | 1               | 0               | -                  | -                  | -                  | -           | -           | -           | 25     | 3      |
| 2011-2012           | Heerenveen          | ED                  | 22         | 2          | CO              | 5               | 1               | -                  | -                  | -                  | -           | -           | -           | 27     | 3      |
| Totale Heerenveen   | Totale Heerenveen   | Totale Heerenveen   | 84         | 5          |                 | 10              | 2               |                    | 5                  | 1                  |             | 1           | 0           | 100    | 8      |
| 2012-2013           | Feyenoord           | ED                  | 33         | 3          | CO              | 2               | 0               | UCL+UEL            | 2+2                | 0                  | -           | -           | -           | 39     | 3      |
| 2013-2014           | Feyenoord           | ED                  | 30         | 2          | CO              | 4               | 0               | UEL                | 1                  | 0                  | -           | -           | -           | 35     | 2      |
| Totale Feyenoord    | Totale Feyenoord    | Totale Feyenoord    | 63         | 5          |                 | 6               | 0               |                    | 5                  | 0                  |             | -           | -           | 74     | 5      |
| 2014-2015           | Newcastle           | PL                  | 37         | 1          | FACup+CdL       | 0+3             | 0               | -                  | -                  | -                  | -           | -           | -           | 40     | 1      |
| 2015-2016           | Newcastle           | PL                  | 32         | 2          | FACup+CdL       | 1+2             | 0+1             | -                  | -                  | -                  | -           | -           | -           | 35     | 3      |
| ago. 2016           | Newcastle           | FLC                 | 2          | 0          | FACup+CdL       | -               | -               | -                  | -                  | -                  | -           | -           | -           | 2      | 0      |
| Totale Newcastle    | Totale Newcastle    | Totale Newcastle    | 71         | 2          |                 | 6               | 1               |                    | -                  | -                  |             | -           | -           | 77     | 3      |
| 2016-2017           | Watford             | PL                  | 27         | 2          | FACup+CdL       | 1+0             | 0               | -                  | -                  | -                  | -           | -           | -           | 28     | 2      |
| 2017-2018           | Watford             | PL                  | 23         | 3          | FACup+CdL       | 2+0             | 0               | -                  | -                  | -                  | -           | -           | -           | 25     | 3      |
| 2018-2019           | Watford             | PL                  | 18         | 0          | FACup+CdL       | 4+0             | 0               | -                  | -                  | -                  | -           | -           | -           | 22     | 0      |
| 2019-2020           | Watford             | PL                  | 8          | 0          | FACup+CdL       | 0+2             | 0+1             | -                  | -                  | -                  | -           | -           | -           | 10     | 1      |
| Totale Watford      | Totale Watford      | Totale Watford      | 76         | 5          |                 | 9               | 1               |                    | -                  | -                  |             | -           | -           | 85     | 6      |
| gen.-giu.2021       | ADO Den Haag        | 1D                  | 4          | 0          | CO              | 0               | 0               | -                  | -                  | -                  | -           | -           | -           | 4      | 0      |
| Totale ADO Den Haag | Totale ADO Den Haag | Totale ADO Den Haag | 31         | 2          |                 | 0               | 0               |                    | -                  | -                  |             | -           | -           | 31     | 2      |
| Totale carriera     | Totale carriera     | Totale carriera     | 323+2      | 20         |                 | 31              | 4               |                    | 10                 | 1                  |             | 1           | 0           | 367    | 25     |

### Cronologia presenze e reti in nazionale
| Cronologia completa delle presenze e delle reti in nazionale ― Paesi Bassi | Cronologia completa delle presenze e delle reti in nazionale ― Paesi Bassi | Cronologia completa delle presenze e delle reti in nazionale ― Paesi Bassi | Cronologia completa delle presenze e delle reti in nazionale ― Paesi Bassi | Cronologia completa delle presenze e delle reti in nazionale ― Paesi Bassi | Cronologia completa delle presenze e delle reti in nazionale ― Paesi Bassi | Cronologia completa delle presenze e delle reti in nazionale ― Paesi Bassi | Cronologia completa delle presenze e delle reti in nazionale ― Paesi Bassi |
| Data                                                                       | Città                                                                      | In casa                                                                    | Risultato                                                                  | Ospiti                                                                     | Competizione                                                               | Reti                                                                       | Note                                                                       |
| -------------------------------------------------------------------------- | -------------------------------------------------------------------------- | -------------------------------------------------------------------------- | -------------------------------------------------------------------------- | -------------------------------------------------------------------------- | -------------------------------------------------------------------------- | -------------------------------------------------------------------------- | -------------------------------------------------------------------------- |
| 7-9-2012                                                                   | Amsterdam                                                                  | Paesi Bassi                                                                | 2 – 0                                                                      | Turchia                                                                    | Qual. Mondiali 2014                                                        | -                                                                          | 46’                                                                        |
| 12-10-2012                                                                 | Rotterdam                                                                  | Paesi Bassi                                                                | 3 – 0                                                                      | Andorra                                                                    | Qual. Mondiali 2014                                                        | -                                                                          |                                                                            |
| 14-11-2012                                                                 | Amsterdam                                                                  | Paesi Bassi                                                                | 0 – 0                                                                      | Germania                                                                   | Amichevole                                                                 | -                                                                          | 46’                                                                        |
| 6-2-2013                                                                   | Amsterdam                                                                  | Paesi Bassi                                                                | 1 – 1                                                                      | Italia                                                                     | Amichevole                                                                 | -                                                                          | 85’                                                                        |
| 22-3-2013                                                                  | Amsterdam                                                                  | Paesi Bassi                                                                | 3 – 0                                                                      | Estonia                                                                    | Qual. Mondiali 2014                                                        | -                                                                          |                                                                            |
| 26-3-2013                                                                  | Amsterdam                                                                  | Paesi Bassi                                                                | 4 – 0                                                                      | Romania                                                                    | Qual. Mondiali 2014                                                        | -                                                                          |                                                                            |
| 7-6-2013                                                                   | Giacarta                                                                   | Indonesia                                                                  | 0 – 3                                                                      | Paesi Bassi                                                                | Amichevole                                                                 | -                                                                          | 66’                                                                        |
| 11-6-2013                                                                  | Pechino                                                                    | Cina                                                                       | 0 – 2                                                                      | Paesi Bassi                                                                | Amichevole                                                                 | -                                                                          | 46’                                                                        |
| 6-9-2013                                                                   | Tallinn                                                                    | Estonia                                                                    | 2 – 2                                                                      | Paesi Bassi                                                                | Qual. Mondiali 2014                                                        | -                                                                          |                                                                            |
| 10-9-2013                                                                  | Andorra la Vella                                                           | Andorra                                                                    | 0 – 2                                                                      | Paesi Bassi                                                                | Qual. Mondiali 2014                                                        | -                                                                          |                                                                            |
| 11-10-2013                                                                 | Amsterdam                                                                  | Paesi Bassi                                                                | 8 – 1                                                                      | Ungheria                                                                   | Qual. Mondiali 2014                                                        | -                                                                          |                                                                            |
| 15-10-2013                                                                 | Istanbul                                                                   | Turchia                                                                    | 0 – 2                                                                      | Paesi Bassi                                                                | Qual. Mondiali 2014                                                        | -                                                                          |                                                                            |
| 16-11-2013                                                                 | Genk                                                                       | Paesi Bassi                                                                | 2 – 2                                                                      | Giappone                                                                   | Amichevole                                                                 | -                                                                          |                                                                            |
| 17-5-2014                                                                  | Amsterdam                                                                  | Paesi Bassi                                                                | 1 – 1                                                                      | Ecuador                                                                    | Amichevole                                                                 | -                                                                          | 46’                                                                        |
| 31-5-2014                                                                  | Rotterdam                                                                  | Paesi Bassi                                                                | 1 – 0                                                                      | Ghana                                                                      | Amichevole                                                                 | -                                                                          |                                                                            |
| 4-6-2014                                                                   | Amsterdam                                                                  | Paesi Bassi                                                                | 2 – 0                                                                      | Galles                                                                     | Amichevole                                                                 | -                                                                          |                                                                            |
| 13-6-2014                                                                  | Salvador                                                                   | Spagna                                                                     | 1 – 5                                                                      | Paesi Bassi                                                                | Mondiali 2014 - 1º turno                                                   | -                                                                          |                                                                            |
| 18-6-2014                                                                  | Porto Alegre                                                               | Australia                                                                  | 2 – 3                                                                      | Paesi Bassi                                                                | Mondiali 2014 - 1º turno                                                   | -                                                                          |                                                                            |
| 23-6-2014                                                                  | San Paolo                                                                  | Paesi Bassi                                                                | 2 – 0                                                                      | Cile                                                                       | Mondiali 2014 - 1º turno                                                   | -                                                                          |                                                                            |
| 9-7-2014                                                                   | San Paolo                                                                  | Paesi Bassi                                                                | 0 – 0 dts (2 – 4 dtr)                                                      | Argentina                                                                  | Mondiali 2014 - Semifinale                                                 | -                                                                          | 46’                                                                        |
| 12-7-2014                                                                  | Brasilia                                                                   | Brasile                                                                    | 0 – 3                                                                      | Paesi Bassi                                                                | Mondiali 2014 - Finale 3º posto                                            | -                                                                          | 70’                                                                        |
| 4-9-2014                                                                   | Bari                                                                       | Italia                                                                     | 2 – 0                                                                      | Paesi Bassi                                                                | Amichevole                                                                 | -                                                                          | 72’                                                                        |
| 9-9-2014                                                                   | Praga                                                                      | Rep. Ceca                                                                  | 2 – 1                                                                      | Paesi Bassi                                                                | Qual. Euro 2016                                                            | -                                                                          |                                                                            |
| 31-3-2015                                                                  | Amsterdam                                                                  | Paesi Bassi                                                                | 2 – 0                                                                      | Spagna                                                                     | Amichevole                                                                 | -                                                                          |                                                                            |
| 5-6-2015                                                                   | Amsterdam                                                                  | Paesi Bassi                                                                | 3 – 4                                                                      | Stati Uniti                                                                | Amichevole                                                                 | -                                                                          | 46’                                                                        |
| 12-6-2015                                                                  | Riga                                                                       | Lettonia                                                                   | 0 – 2                                                                      | Paesi Bassi                                                                | Qual. Euro 2016                                                            | -                                                                          | 77’                                                                        |
| 13-11-2015                                                                 | Cardiff                                                                    | Galles                                                                     | 2 – 3                                                                      | Paesi Bassi                                                                | Amichevole                                                                 | -                                                                          |                                                                            |
| 6-9-2016                                                                   | Solna                                                                      | Svezia                                                                     | 1 – 1                                                                      | Paesi Bassi                                                                | Qual. Mondiali 2018                                                        | -                                                                          |                                                                            |
| 7-10-2017                                                                  | Borisov                                                                    | Bielorussia                                                                | 1 – 3                                                                      | Paesi Bassi                                                                | Qual. Mondiali 2018                                                        | -                                                                          | 58’                                                                        |
| 10-10-2017                                                                 | Amsterdam                                                                  | Paesi Bassi                                                                | 2 – 0                                                                      | Svezia                                                                     | Qual. Mondiali 2018                                                        | -                                                                          | 71’                                                                        |
| 31-5-2018                                                                  | Trnava                                                                     | Slovacchia                                                                 | 1 – 1                                                                      | Paesi Bassi                                                                | Amichevole                                                                 | -                                                                          |                                                                            |
| 4-6-2018                                                                   | Torino                                                                     | Italia                                                                     | 1 – 1                                                                      | Paesi Bassi                                                                | Amichevole                                                                 | -                                                                          | 46’ 92’                                                                    |
| 6-9-2018                                                                   | Amsterdam                                                                  | Paesi Bassi                                                                | 2 – 1                                                                      | Perù                                                                       | Amichevole                                                                 | -                                                                          | 72’                                                                        |
| 9-9-2018                                                                   | Parigi                                                                     | Francia                                                                    | 2 – 1                                                                      | Paesi Bassi                                                                | UEFA Nations League 2018-2019 - 1º turno                                   | -                                                                          | 82’                                                                        |
| Totale                                                                     |                                                                            | Presenze                                                                   | 34                                                                         |                                                                            | Reti                                                                       | 0                                                                          |                                                                            |

## Palmarès

### Club

#### Competizioni nazionali
- Coppa dei Paesi Bassi: 1

Heerenveen: 2008-2009